# Ferreiros, Prozelo e Besteiros
Ferreiros, Prozelo e Besteiros (llamada oficialmente União das Freguesias de Ferreiros, Prozelo e Besteiros) es una freguesia portuguesa del municipio de Amares, distrito de Braga.

## Historia
Fue creada el 28 de enero de 2013 en aplicación de una resolución de la Asamblea de la República de Portugal promulgada el 16 de enero de 2013 con la unión de las freguesias de  Besteiros, Ferreiros y Prozelo, pasando su sede a estar situada en la antigua freguesia de Ferreiros.

## Demografía
| Gráfica de evolución demográfica de Ferreiros, Prozelo e Besteiros entre 2011 y 2021 |
|                                                                                      |
| Datos según el nomenclátor publicado por el INE portugués.                           |